# Coupe du Président d'Irlande 2022
Navigation
Édition précédente Édition suivante
La Coupe du Président d'Irlande 2022, en anglais : 2022 President of Ireland's Cup, est la neuvième édition de la Coupe du Président une compétition de football qui oppose chaque année en début de saison le vainqueur du championnat et celui de la Coupe d'Irlande. Le champion d'Irlande 2021, les Shamrock Rovers sont opposés au vainqueur de la coupe d'Irlande, le St. Patrick's Athletic FC. La rencontre se déroule au Tallaght Stadium.

## Organisation
La rencontre se déroule le 11 février 2022. La compétition se dispute sur un match. En cas de match nul, les équipes disputeront directement une séance de tirs au but sans passer par la prolongation. 
Avec la levée des restrictions gouvernementales prises dans le cadre de la pandémie de COVID-19 concernant les spectateurs, une grande foule est attendue au Tallaght Stadium, surtout si les Shamrock Rovers ne parviennent pas à faire inverser la décision de la commission de discipline indépendante de la FAI qui a sanctionné les Rovers d'un match à huis clos en championnat à la suite de la dernière rencontre de la saison. Cette décision disciplinaire sanctionne le club pour l'attitude de ses supporters lors de la dernière journée du championnat à Waterford. Lors de ce match les supporters des Hoops ont allumé des fumigènes pour célébrer le titre de champion d'Irlande et un de ces fumigènes a blessé un joueur de Waterford.

## Le match

### Présentation de la rencontre
La Coupe du Président est traditionnellement le premier match officiel de la saison en Irlande. La rencontre permet aux clubs qui la dispute de tester leurs nouveaux effectifs et de présenter les dernières recrues.
Les Shamrock Rovers, doubles champions en titre, ont peu recruté à l'inter-saison. Deux arrivées seulement sont à relever avec le retour de Chypre de Jack Byrne et la signature du défenseur central des Bohemians Andy Lyons.
De l'autre côté le St. Patrick's Athletic FC a connu une intersaison très agitée avec le départ très controversé de l'entraineur Stephen O'Donnell qui a amené au recrutement de Tim Clancy pour le remplacer. Côté joueurs, St Pat's a perdu nombre de joueurs de base de l'équipe qui a remporté la Coupe d'Irlande et a terminé deuxième en championnat : Sam Bone, Robbie Benson et John Mountney ont suivi leur entraîneur à Dundalk, Matty Smith le meilleur buteur de 2021  est parti à Derry. Pour les remplacer, sont arrivés le vétéran Eoin Doyle de retour en Irlande après dix ans de championnat anglais et le jeune espoir James Abankwah prêté par les italiens d'Udinese.
Cette rencontre pourrait être la dernière de Roberto Lopes avec les Hoops car depuis ses belles prestations lors de la CAN 2021 au cœur de la défense du Cap-Vert, il a été désigné homme du match lors de la troisième rencontre de poule contre le Cameroun, plusieurs équipes européennes se sont renseignées en vue d'un transfert.

### Déroulement de la rencontre
| 11 février 2022 | Shamrock Rovers | 1-1     | St. Patrick's Athletic FC | Tallaght Stadium                              |                                               |
| 20:00           | Ronan Finn 68e | (0-0)   | Eoin Doyle 50e | Spectateurs : 5 426 Arbitrage : Robert Harvey | Spectateurs : 5 426 Arbitrage : Robert Harvey |
| 20:00           | Tirs au but 5-4 |         | | Spectateurs : 5 426 Arbitrage : Robert Harvey | Spectateurs : 5 426 Arbitrage : Robert Harvey |
| 20:00           | 1. Alan Mannus 2. Seán Gannon 3. Seán Hoare 5. Lee Grace 7. Dylan Watts (Rory Gaffney 63) 8. Ronan Finn (Barry Cotter 82) 14. Danny Mandroiu (Richie Towell) 16. Gary O'Neill 23. Neil Farrugia 29. Jack Byrne 38. Aidomo Emakhu (Graham Burke 63) | Équipes | 1. Joseph Anang 2. Jack Scott 4. Joe Redmond 6. Jamie Lennon (Jason McClelland 86) 8. Chris Forrester 9. Eoin Doyle 14. Mark Doyle 15. Billy King (O’Reilly 60) 17. Darragh Burns (Tunde Owolabi 76) 19. Anto Breslin 20. James Abankwah (Tom Grivosti 76) | Spectateurs : 5 426 Arbitrage : Robert Harvey | Spectateurs : 5 426 Arbitrage : Robert Harvey |